# 八幡神社 (多治見市喜多町)
八幡神社（はちまんじんじゃ）は、岐阜県多治見市喜多町に鎮座する神社（八幡神社）。
喜多町八幡神社とも称す。

## 概要
慶安二年（1649年）創建。
1873年（明治6年）に村社となる。1976年（昭和51年）に岐阜県神社庁により白幣社に指定される。
現在の本殿は2017年（平成29年）に新築されている。

## 祭神
- 誉田別尊

## 境内社
- 神明神社
- 稲荷神社
- 菅原神社